# Ghiacciaio Robbins
Il ghiacciaio Robbins (in inglese Robbins Glacier) è un ghiacciaio situato sull'isola Thurston, al largo della costa di Eights, nella Terra di Ellsworth, in Antartide. Il ghiacciaio, il cui punto più alto si trova a circa 520 m s.l.m., fluisce verso nord fino a entrare nell'insenatura di Peale, nella zona settentrionale dell'isola.

## Storia
Il ghiacciaio Robbins è stato così battezzato dal Comitato consultivo dei nomi antartici in onore di James Haskin Robbins, uomo radio dell'idropattugliatore PBM Mariner del Gruppo Orientale dell'Operazione Highjump che il 30 dicembre 1946 si schiantò sulla penisola Noville. La sua energia e la sua iniziativa contribuirono al benessere dei sei sopravvissuti che furono recuperati il 12 gennaio 1947 sul monte Howell, nella penisola Ball.